# دان جان
دان جان (بالإنجليزية: Dann Cahn)‏ هو مونتير أمريكي، ولد في 9 أبريل 1923 في لوس أنجلوس في الولايات المتحدة، وتوفي بنفس المكان في 21 نوفمبر 2012.

## وصلات خارجية
- دان جان على موقع IMDb (الإنجليزية)
- دان جان على موقع ألو سيني (الفرنسية)
- دان جان على موقع أول موفي (الإنجليزية)
- دان جان على موقع قاعدة بيانات الأفلام السويدية (السويدية)
- دان جان على موقع قاعدة بيانات الفيلم (الإنجليزية)
- دان جان على موقع كينوبويسك (الروسية)